# Lourido (Salvatierra de Miño)
Lourido(o Santo André de Lourido) es una parroquia del municipio pontevedrés de Salvatierra de Miño (Galicia, España).
Su patrón es Santo André (San Andrés), al que está dedicado su iglesia.